# 하타노 히로시
하타노 히로시(일본어: 波夛野 寛, 1984년 12월 22일 ~ )는 일본의 전 축구 선수다.

## 구단 경력
과거 MIO 비와코 구사쓰, 미쓰비시 미즈시마, 카마타마레 사누키에서 활동하였다.